# George Montagu, I conte di Halifax
George Montagu, I conte di Halifax (circa 1684 – 9 maggio 1739), è stato un politico inglese, membro del Consiglio privato di sua maestà.

## Famiglia

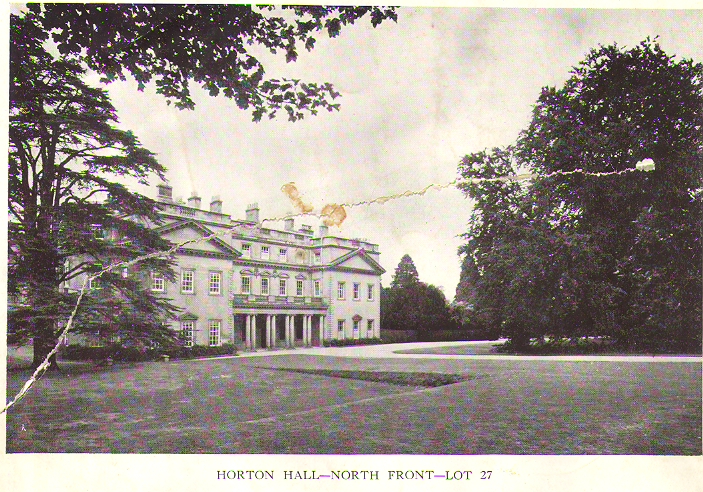
Horton House nel 1935, appena prima della demolizione

George Montagu era figlio di Edward Montagu e Elizabeth Pelham e nipote di Henry Montagu, I conte di Manchester,
Sposa Ricarda Posthuma Saltonstale (1689–1711), da cui ha una figlia, Lucy, che sposa Francis North e suo figlio è stato primo ministro dal 1770 al 1782.
Dopo la morte di sua moglie nel 1711, sposa Lady Mary Lumley (1690–1726), figlia di Richard Lumley, I conte di Scarborough ed ebbero sette figli.
La residenza della sua famiglia era Horton House, Horton, Northamptonshire. La casa fu demolita nel 1936.

## Carriera
Egli fu membro del Parlamento per Northampton tra il 1705 e il 1715 e ricoprì le cariche di:
- Auditor of the Exchequer  dal 1714 fino alla morte
- Membro del Consiglio privato dal 27 novembre 1717
- Giudice della Corte d'Appello nel 1720[1]

## Conte di Halifax
Charles Montagu, I conte di Halifax, era suo zio. Vedovo e senza figli, Charles si assicurò che il suo titolo passasse a George, figlio maggiore di suo fratello insieme alla maggior parte dei suoi possedimenti. George venne obbligato a lasciare la Camera dei comuni quando succedette a suo zio, come secondo barone di Halifax. Poche settimane dopo, venne creato  conte di Halifax e visconte Sunbury, prendendo anche l'altro titolo detenuto da suo zio. Due anni dopo venne ammesso al Consiglio privato.
George Montagu morì nel 1739 e venne succeduto da suo figlio, George.